# Hof- en stadskerk van Sint-Johannes van Neustadt
De Hof- en stadskerk van Sint-Johannes van Neustadt (Duits: Neustädter Hof- und Stadtkirche St. Johannisis) is een luthers kerkgebouw in de stad Hannover. De barokke kerk werd gebouwd in de jaren 1666-1670 en is het oudste voorbeeld van de ideale protestantse zaalkerk in Nedersaksen.
Het kerkgebouw is de predikingskerk van de superintendent van het kerspel Hannover en geniet bekendheid wegens de aan de kerk verbonden Kantorei St. Johannis en de in de kerk gegeven concerten. Het herbergt een orgel dat zeer geschikt is voor de vroeg-barokke orgelmuziek.

## Geschiedenis
De kerk van Neustadt treedt in de voetsporen van een aan de heilige Gallus gewijde burchtkapel, die voor het eerst in 1241 als ecclesia Galli werd beschreven. Na de verwoesting van de burcht tijdens de Lüneburgse successieoorlog werd nog voor 1388 binnen de stadsmuren van Hannover een nieuwe aan de maagd Maria (beatissime Marie Virginis) gewijde kapel gebouwd, dicht bij de locatie waar de kerk nu staat. Deze kapel werd door bisschop Otto van Minden in 1396 bestemd tot de collegiale parochiekerk van het destijds nieuwe, zuidelijk van de Leine gelegen stadsdeel, de Calenberger Neustadt. In 1533 werd de kapel een luthers kerkgebouw.
Na de afbraak van de kapel werd in de jaren 1666-1670 de huidige kerk gebouwd onder leiding van architect Girolamo Sartorio. Hierbij werd het puin van de gesloopte kapel opnieuw gebruikt. Na afbraak van de oude vakwerktoren volgde in de jaren 1691-1700 boven het westelijke portaal de bouw van de tegenwoordige toren met een vierkante basis, een achthoekige bovenverdieping en een met koper bedekte lantaarn als afsluiting.
Met de bouw van de nieuwe residentie door George V van Hannover verloor de kerk van Neustadt de functie als hofkerk voor de koninklijke familie. Tegelijk met het nieuwe Welfenslot liet hij de Christuskerk als nieuwe hofkerk bouwen.
Tijdens de luchtaanvallen op Hannover in de Tweede Wereldoorlog werd de kerk tot op de buitenmuren verwoest. De herbouw onder leiding van Wilhelm Ziegeler volgde in 1956-1958 in vereenvoudigde vormen. Bij de renovatie van het interieur in 1992-1994 werd het oorspronkelijke ontwerp weer enigszins hersteld.

## Interieur
De oorspronkelijk rijke barokke decoratie van het interieur werd niet hersteld. Geredde delen zoals een aantal beelden, portretten en grafmonumenten kregen al dan niet gecombineerd met moderne elementen weer een plaats in de kerk.

## Klokken
De beide klokken met de slagtonen c1 en e1 werden in 1923 door de Bochumer Verein gegoten.